# Aucilla (Floride)
Pour l’article homonyme, voir Aucilla.
Aucilla est une census-designated place du comté de Jefferson, dans la région de Big Bend, dans l'État de Floride, aux États-Unis,. En 2020, elle compte une population de 103 habitants.